# Francesco Zorzi (théologien)
Pour les articles homonymes, voir Zorzi et Francesco Zorzi.
Francesco Zorzi ou Francesco Giorgio Veneto (francisé en François Georges) est un moine franciscain italien né en 1466 à Venise et mort le  1er avril 1540 à Asolo, théologien, philosophe et kabbaliste.
Ne pas confondre avec Francesco di Giorgio, peintre et ingénieur siennois de la fin du XVe siècle, connu notamment pour le codex De Animalibus (vers 1463 - conservé à Sienne, Musée Aurelio Castelli).

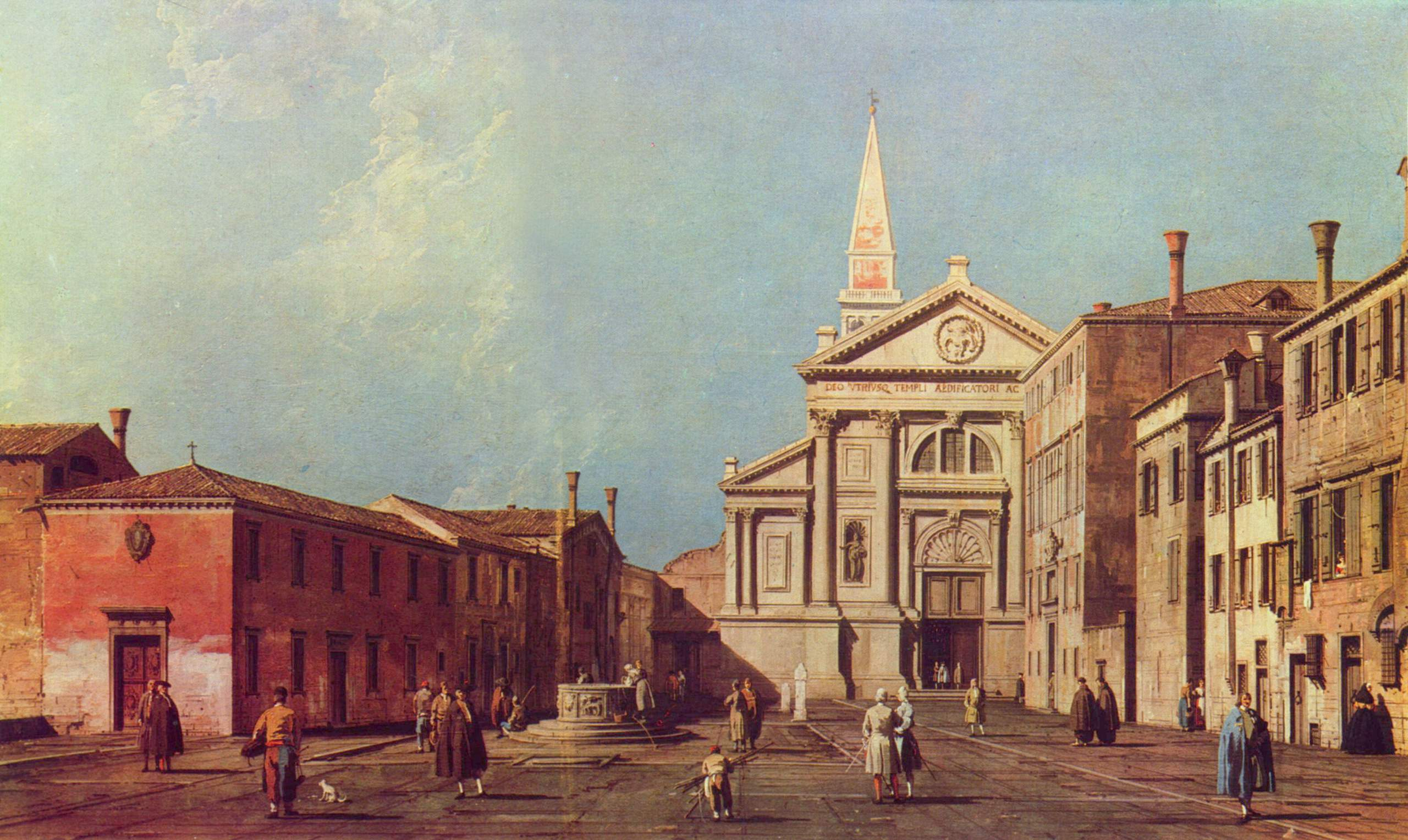
L’église Saint-François de la Vigne de Venise, au XVIIIe siècle.

## Biographie
Francesco Zorzi entre chez les frères mineurs en 1481. Il apprend  le grec et hébreu et étudie les écritures bibliques mais aussi les écrits néoplatoniciens et pythagoriciens et se passionne pour les écrits rabbiniques : il possédait une bibliothèque importante de textes hébraïques.
D'abord pythagoricien, Zorzi, est en correspondance avec Pic de la Mirandole, un des fondateurs de la Kabbale chrétienne et en est très influencé, ainsi que par les ouvrages de Marsile Ficin ; en revanche il s'oppose aux doctrines de Nicolas de Cues.
Le sommet de son Harmonia mundi se trouve, pour Zorzi, dans l'architecture où l'architecte pourrait concevoir un bâtiment à l'image de l'univers. Francesco Zorzi participe à la conception de l'église de San Francesco de Venise, avec l'architecte Jacopo Sansovino. Les travaux ont commencé en 1534.
Entre 1527 et 1533, Henri VIII d'Angleterre prend contact avec lui, comme nombre de juristes et théologiens, pour étayer sa demande de divorce avec sa première femme Catherine d'Aragon.
Dans Le Marchand de Venise de William Shakespeare (1564–1616), on peut lire l'influence du De Harmonia Mundi.

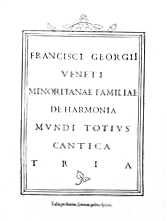
De Harmonia Mundi totius, cantica tria - Page de titre de l'édition de Venise, 1525

### Œuvres
- De Harmonia Mundi totius, cantica tria (Venise, 1525). Traduite en français en 1578, par Guy Le Fèvre de La Boderie. Zorzi y affirme que la doctrine révélée aux Hébreux « a été aussi communiquée, également à quelques Gentils, tels que Pythagore ou Platon ».
- L'Elegante poema (1536-1540)
- In scripturam sacram problemata (Venise, 1536).

### Éditions
- L'Elegante poema & Commento sopra il Poema, éd. par Jean-François Maillard, Milan, Arché, 1992.
- Francesco Giorgio Veneto, De harmonia mundi, préface de Cesare Vasoli, Lavis-Florence, La Finestra editrice-Biblioteca nazionale centrale di Firenze, 2008  (ISBN 978-8888097-75-6);  (ISSN 1973-1337).
- Francesco Zorzi, L'armonia del mondo, édition établie par Saverio Campanini, texte latin en regard, Milan, Bompiani, coll. « Il Pensiero occidentale », 2010  (ISBN 884526596X);  (ISBN 9788845265969).

### Études
- Jean-François Maillard, Aspects musicaux du « De Harmonia Mundi » de Georges de Venise, in Revue de Musicologie, t. 58, 1972, p. 162-175.
- François Secret, Les kabbalistes chrétiens de la Renaissance, Dunod, Paris 1964, p. 395.
- François Secret, Hermetisme et Kabbale, Bibliopolis, Naples, 1992, 146 p.
- (en) D. P. Walker, Spiritual and Demonic Magic from Ficino to Campanella, Londres, 1958, p. 116.
- (en) Saverio Campanini, Francesco Giorgio’s Criticism of the Vulgata: Hebraica Veritas or Mendosa Traductio ? in, G. Busi (éd.), Hebrew to Latin, Latin to Hebrew. The Mirroring of Two Cultures in the Age of Humanism, Berlin Studies in Judaism 1, Nino Aragno Editore, Turin 2006, p. 206-231.
- (de) Saverio Campanini, Ein unbekannter Kommentar zum „Hohelied“ aus der kabbalistischen Schule von Francesco Zorzi : Edition und Kommentar, in G. Frank – A. Hallacker – S. Lalla (éd.), Erzählende Vernunft, Akademie Verlag, Berlin 2006, p. 265-281.
- (it) Saverio Campanini, Le fonti ebraiche del De Harmonia mundi di Francesco Zorzi, in «Annali di Ca' Foscari», XXXVIII, 3 (1999), p. 29-74.
- (it) Saverio Campanini, Haophan betoc haophan. La struttura simbolica del De Harmonia mundi di Francesco Zorzi, in « Materia Giudaica », 3 (1997), p. 13-17.
- (en) Giulio Busi, Francesco Zorzi. A Methodical Dreamer, in The Christian Kabbalah. Jewish Mystical Books and their Christian Interpreters, edited by J. Dan, Cambridge (Ma.), Harvard University Press, 1997, p. 97-125
- Verena von der Heyden-Rynsch, Le rêveur méthodique, Gallimard, 2019.